# يوب فان دورت
يوب فان دورت (بالهولندية: Jan van Dort)‏ (25 مايو 1889 بهيمستيده في هولندا - 1 أبريل 1967 بلايدن في هولندا) هو مدرب كرة قدم ولاعب كرة قدم هولندي في مركز الهجوم، شارك في الألعاب الأولمبية الصيفية 1920. وشارك مع منتخب هولندا لكرة القدم. أما مع النوادي، فقد لعب مع أياكس أمستردام وفيتيسه آرنهم.

## وصلات خارجية
- يوب فان دورت على موقع قاعدة بيانات كرة القدم.إي يو (الإنجليزية)
- يوب فان دورت على موقع أوليمبيديا (الإنجليزية)